# Hopprätvingar

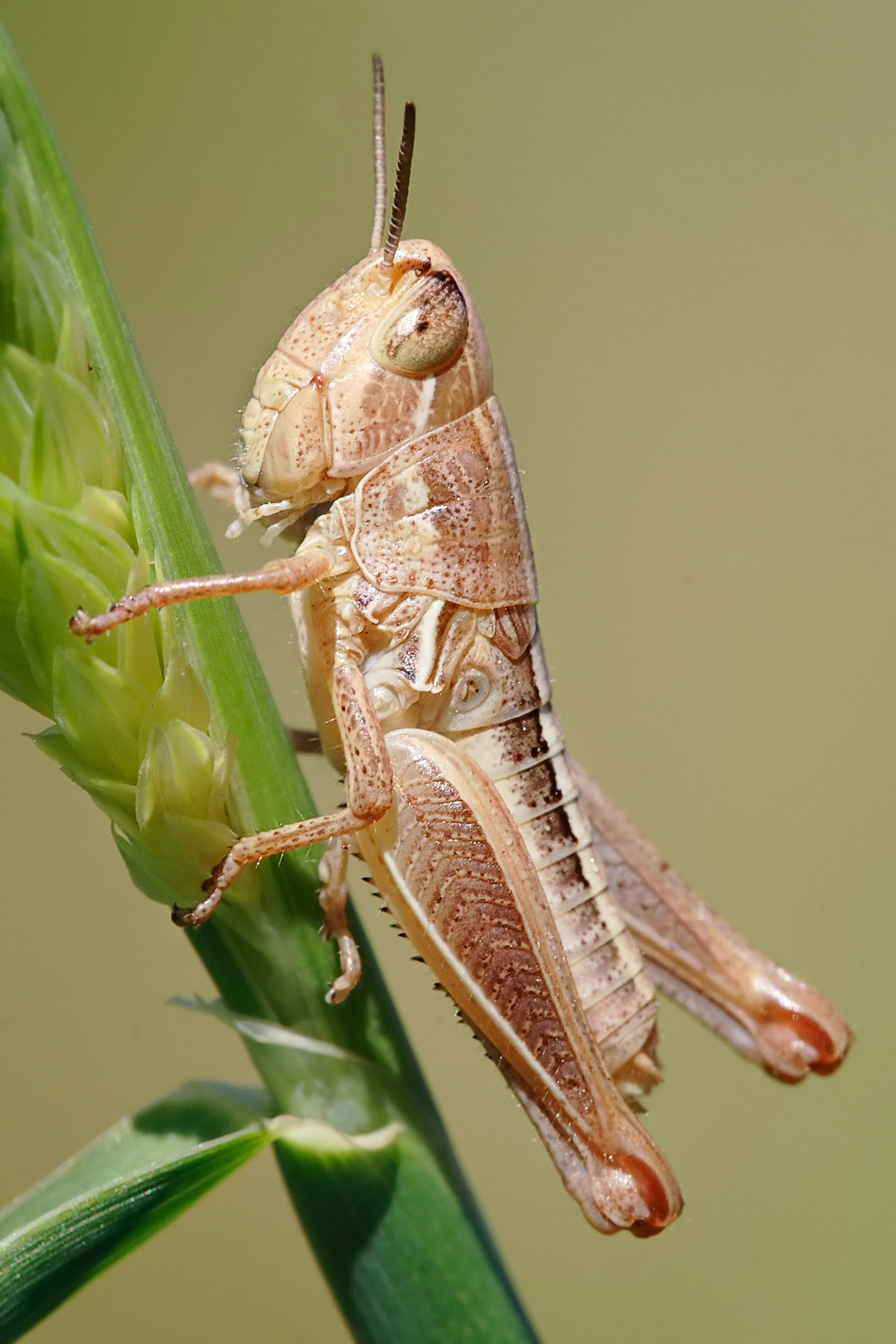
En ung gräshoppa med begynnande vinganlag

Hopprätvingar (Orthoptera) är en ordning inom insekterna. Den omfattar cirka 24 500 kända arter, varav 37 förekommer i Sverige.
Det vetenskapliga namnet är bildat av de gammalgrekiska orden orthos (rät) och pteron (vinge).

## Systematik
Denna systematik anger överfamiljer och familjer. 
- Långhornsrätvingar - Enisfera	
  - vårtbitare - Tettigoniidae
  - grottvårtbitare - Rhaphidophoridae
  - syrsor - Gryllidae
  - mullvadssyrsor - Gryllotalpidae

- Gräshoppor - Caelifera	
  - torngräshoppor - Tetrigidae
  - markgräshoppor - Acrididae

En äldre indelning, som man fortfarande kan få se, är i överfamiljerna Tettigonioidea (vårtbitare och grottvårtbitare), Grylloidea (syrsor och mullvadssyrsor) och Caelifera (gräshoppor).

## Kännetecken
Hopprätvingar är medelstora till ganska stora insekter med en kraftig kroppsbyggnad. Bakbenen är särskilt långa och har hos många arter omvandlats till hoppredskap med starkt förtjockade lår. De har vanligtvis fullt utvecklade vingar, ett främre par tämligen sklerotiserade täckvingar och ett bakre par mjuka flygvingar, men det finns också de som endast har små, tillbakabildade vingar och de som är vinglösa. Känselspröten är smala men kan nå en betydande längd speciellt hos långhornsrätvingarna. Huvudet är nedåtriktat, försett med facettögon och kraftiga, bitande mundelar.

## Utbredning
Hopprätvingar förekommer över hela världen, på alla kontinenter utom Antarktis och i många olika slags klimat, från tropiska regnskogar till torra öknar och saknas bara i de allra kallaste trakterna.

## Levnadssätt
Hopprätvingarna kommunicerar med varandra med hjälp av ljud, och har därför både ljudorgan och öron. Sker detta i fortplantningssyfte eller i syfte att hävda revir kallas ljudalstringen för stridulation, något som också brukar kallas för att insekten spelar. Vanligen är det endast hanarna som spelar, men hos en del arter spelar både hanar och honor. Ljudorganet är ett av tre slag. Det första slaget består av en serie tänder på insidan av baklåret, vilka stryks mot täckvingarnas kant. Denna typ av organ återfinns hos gräshopporna, som dessutom har öronen på främre delen av bakkroppen. Det andra slaget består av skrapor och motsvarande ribbor på täckvingarnas baser; hos vårtbitarna finns det bara en av varje slag, hos syrsorna finns skrapor och ribbor på båda vingbaserna. Syrsor och vårtbitare har öronen på framskenbenen. En del hopprätvingar kan också frambringa ljud genom att gnida bakvingarna mot varandra under flykten, eller genom att gnida käkarna mot varandra.

### Föda
Vårtbitarna och mullvadssyrsorna lever till större eller mindre del av rov, utom vissa mindre arter av vårtbitare, som är renodlade vegetarianer. De övriga familjerna är växtätare, även om syrsorna och grottvårtbitarna kan äta dött animaliskt avfall.

### Fortplantning
Alla hopprätvingar har ofullständig förvandling, det vill säga att de inte genomgår något puppstadium. Efter äggets kläckning utvecklas de istället genom ett antal nymfstadier till imago. Nymfen påminner redan från början om den fullbildade insekten, med undantag för att den är mindre och saknar vingar. För varje genomgånget utvecklingsstadium blir sedan nymfen allt mer lik den fullbildade insekten och i de senare stadierna börjar även vinganlagen att framträda.
Honan hos vårtbitare och syrsor har ett långt äggläggningsrör med vilket hon lägger äggen i jorden.
En egenhet hos vissa insekter, bland annat hos gräshopporna och syrsorna, är att det bara finns en typ av könskromosom X. Honorna har den i dubbel upplaga ("XX"), men hanarna bara i enkel ("X0").

## Hopprätvingar som skadedjur
Vid massförökningar äter hopprätvingar stora mängder odlade växter. Redan i bibeln beskrivs de som en av Egyptens plågor.